# Бои за Часов Яр
Бои за Часов Яр — бои за город Часов Яр между вооружёнными силами Украины и РФ в рамках российского вторжения в Украину.

## Предыстория
Часов Яр — небольшой город в Донецкой области, в котором до полномасштабного российского вторжения проживало около 12 тысяч человек. В ходе боевых действий большая часть жителей была вынуждена покинуть город.
Город расположен между Бахмутом, который был захвачен российскими силами весной 2023 года, и Константиновкой, пребывающей под контролем Украины. Во время боев за Бахмут через Часов Яр проходила главная линия снабжения бахмутской группироки украинских сил, державших оборону в практически окруженном россиянами городе. Из-за этого город регулярно подвергался обстрелам российских сил. В ходе российских обстрелов в городе была значительно разрушена гражданская инфраструктура, многие дома остались без водоснабжения, газа и электроэнергии. Большая часть города расположена к западу от канала Северский Донец — Донбасс, и только многоэтажный микрорайон Канал находится к востоку от канала.
При этом Часов Яр находится на господствующей высоте. Украинские эксперты отмечали, что захват Часова Яра открывал бы дорогу российским войскам на Константиновку, Дружковку, Краматорск и Славянск.
23 марта Минобороны России заявило о захвате села Ивановское (до декоммунизации Красное), находящегося в 4,5 км от Часова Яра. Украинские официальные лица потерю населенного пункта не подтверждали.

## Ход боевых действий

### 2024 год
В апреле 2024 года наступление на Часов Яр стало одним из главных приоритетов для российской армии.
Интенсивное наступление на город началось во второй половине мая 2024 года, когда часть украинских сил была переброшена из Часова Яра для отражения наступления на Волчанск. 8 июня силы 98-й воздушно-десантной дивизии продвинулись до центральной части микрорайона Канал.
3 июля микрорайон Канал был захвачен армией России. Отход ВСУ подтвердили и проукраинские источники.
По оценке обозревателя Forbes, потери ВС РФ с начала битвы за Часов Яр к моменту взятия микрорайона Канал на всей линии фронта (не только в Часовом Яре, но в значительной степени там) составили 99 тысяч человек. Историк Николай Митрохин оценил потери РФ за взятие микрорайона Канал в 3 тыс. убитыми.
В начале августа 2024 года ВС РФ форсировали канал Северский Донец-Донбасс и на западном берегу создали некрупный плацдарм.
9 и 10 сентября российские войска продолжали наступательные операции в восточной части Часова Яра, к востоку от города около Ивановского и к югу от Часова Яра около Белой Горы, но подтвержденных изменений линии фронта не было.
11 сентября ВС РФ продвинулись на западном берегу канала Северский Донец-Донбасс к северу от Калиновки (северо-восточнее Часова Яра). В Генштабе Украины сообщили, что российские войска 12 сентября продолжили наступательные действия к северо-востоку от Часова Яра в районе Зализнянского и к югу от Часова Яра в районе Ступочек.
К 16 сентября ВС РФ продвинулись к югу от Часова Яра через канал Северский Донец — Донбасс в направлении Ступочек и к северо-западу от Андреевки (далее к юго-востоку от Часова Яра), которая была захвачена ещё в мае.
17—21 сентября российские войска продолжали наступательные операции в районе Часова Яра, но не смогли продвинуться. Из-за значительных потерь военной техники российская пехота для атак в этом направлении в основном использовала багги, мотоциклы и вездеходы.
В течение последней декады сентября и начале октября ВС РФ не оставляли попыток пробить оборону ВСУ и проводили атаки каждый день. 14 и 18 октября, воспользовавшись туманной погодой, они смогли «просочиться» за канал Северский Донец — Донбасс на востоке и юго-востоке города.
21 и 22 октября российские войска провели наступательные операции к северо-востоку от Часова Яра в районе Васюковки и вблизи самого Часова Яра.
23 октября ВС РФ продолжали атаковать, в основном северо-восточнее Часова Яра в районе Григоровки. Некоторые штурмовые группы время от времени пересекали канал Северский-Донец, но не прорвали украинскую оборону к западу от канала. Это связано с тем, что российские войска не могут переправить технику через канал, поскольку украинская артиллерия и удары беспилотников мешают строительству понтонных переправ.
В течение последующих двух недель российские войска продолжили наступательные операции в районе Часова Яра (в самом городе, около Ступочек, Белой Горы и Клещиевки) но не сумели продвинуться.
В результате непрерывных атак к 15 ноября ВС РФ достигли центральной части Часова Яра. Тактика российских войск основана на действиях небольших пехотных групп, состоящих из двух-пяти солдат, которые на рассвете или днем пересекают канал несколько раз в день, стремясь закрепиться на противоположном берегу.
В течение второй половины ноября — первой половины декабря ВС РФ не прекращали попыток захватить Часов Яр, но не добились никаких успехов. Основные бои шли за Часовоярский огнеупорный комбинат. ВСУ успешно отражали атаки механизированных подразделений российских войск, прикрываясь минными полями.
К 28 ноября ВС РФ заняли часть Огнеупорного комбината и продвинулись к югу от него в центральной части Часова Яра. Начались бои за основную высоту Часова Яра, расположенную южнее Огнеупорного комбината. Украинская контратака из Ивановского (к югу от Часов Яра) вынудила российские войска отступить с некоторых позиций вдоль шоссе H-32 Бахмут-Константиновка.
Несмотря на почти каждодневные атаки к 6 декабря российские войска занимали около 28,6% территории Часова Яра.
10 и 11 декабря, по сообщению украинского генерального штаба, российские войска провели безрезультатные атаки вблизи самого Часов Яра и к югу от города в районе Белой Горы и Ступочек.
Геолокационные кадры, опубликованные 12 декабря, показывают, что российские войска недавно продвинулись вдоль улицы Лесной на западной окраине Калиновки (к северу от Часова Яра) и захватили населенный пункт. В боях за город в первой половине декабря ВС РФ проводили небольшие пехотные атаки и пытались использовать трубы канала Северский Донец-Донбасс для проникновения на украинские оборонительные позиции.
Геолокационные кадры, опубликованные 18 декабря, указывают на то, что украинские войска недавно восстановили утраченные позиции в южной части Огнеупорного комбината.
Во второй половине декабря российские войска продолжали наступательные операции в районе Часова Яра, но не добились успехов. 26—27 декабря украинские войска отразили две механизированные атаки ВС РФ силами в роту возле Клещеевки и Курдюмовки (к юго-востоку от Часова Яра).

### 2025 год
1—2 января 2025 года ВСУ восстановили позиции вдоль участка канала Северский Донец к юго-востоку от Часового Яра.
К 23 января 2025 года ВС РФ заняли территорию Огнеупорного комбината.
В последнюю неделю января ВС РФ взорвали трубы канала Северский Донец в нескольких местах, чтобы создать проходы для бронетехники, атак и снабжения и смогли продвинуться вдоль улиц Мира, Горького и Днепровской в центральной части города, а также продвинулись вдоль трассы Т-0504 Бахмут-Константиновка и на запад по части террикона к югу от Часова Яра.
В первую неделю февраля 2025 года продолжились бои в северной части Часова Яра, а также ВС РФ пытались продвинуться в центральную часть города в районе стадиона «Авангард», проводя фронтальные атаки и используя вездеходы и мотоциклы.
Геолокационные кадры, опубликованные 6 февраля, показывают, что российские войска недавно продвинулись к западу от Огнеупорного комбината и, вероятно, захватили его оставшуюся часть. ВС РФ продолжали накапливать силы в северной части (Северном микрорайоне) Часова Яра.
В феврале и первой половине марта продолжались бои за Часов Яр, и к 10 марта ВС РФ сумели продвинуться в северной части города, а также продолжили атаки около Орехово-Василевки, Ступочек и Курдюмовки.
Во второй половине марта ВС РФ проводили наступательные операции в районе самого Часова Яра; к юго-востоку от Часов Яра в районе Озаряновки; и к югу — в направлении Предтечино и в районе Белой Горы, но не продвинулись. Российские войска проводили атаки только при поддержке бронетехники в условиях тумана или дождя, а также пытались передвигаться по этому району по трубопроводам.
В течение апреля ВС РФ продолжили наступательные операции в районе Часова Яра, но имели незначительные продвижения южнее города в районе Ступочек, Курдюмовки и Озаряновки.
К началу мая российские войска полностью захватили северную часть Часова Яра и атаковали район южной части города, а также севернее Часова Яра в районе Новомарково; к юго-востоку от Часова Яра в районе Андреевки; южнее Часова Яра в районе Предтечино, Белой Горы и Ступочкек.
В первой половине мая российские войска предприняли активные попытки снести здания в центре Часова Яра, чтобы способствовать дальнейшему продвижению, а также продолжили атаки в разных районах города и в районе Калиновки (к северу от Часова Яра), Белой Горы и Курдюмовки (к югу от Часова Яра).
24 мая МО РФ заявило о захвате российскими войсками расположенного к югу от Часова Яра села Ступочки. В первую неделю июня российские войска продвинулись в промышленной зоне к северо-востоку от Ступочков и полностью захватили село.
Во второй декаде июня российские войска продолжили атаки вблизи Часова Яра (микрорайон Шевченко), к северу от города в направлении Новомарково, к юго-востоку от Часова Яра в направлении Николаевки, к югу от города в районе Ступочков и в направлениях Предтечино и Белой Горы.
По свидетельству украинских военных в течение последнего года (с середины 2024 года) ВС РФ регулярно меняли тактику наступления на направлении Часов Яр: ранее российские войска проводили интенсивные атаки небольших пехотных групп, затем использовали технику при благоприятных погодных условиях, а в настоящее время возобновили атаки небольших пехотных групп, иногда на мотоциклах.
21 июля 77-й отдельный мотострелковый полк ВС РФ захватил село Белая Гора, расположенное к югу от Часова Яра на реке Баламутка.
31 июля МО РФ заявило, что российские войска завершили захват Часова Яра, однако, по данным OSINT аналитиков, западные и юго-западные окраины города оставались под контролем ВСУ. 1 августа президент Российской Федерации, Владимир Путин, признал, что российские войска всё ещё зачищают город.

## Силы сторон
На заключительном этапе боёв за город действовали:
- 18-я бригада НГУ[66]
- 24-я отдельная механизированная бригада[67]
- 98-я гвардейская воздушно-десантная дивизия[68]
- 71-я гвардейская мотострелковая дивизия[b][69][66]
- 88-я разведывательно-диверсионная бригада «Эспаньола»[69]